# Liên đoàn Taekwondo thế giới
Liên đoàn Taekwondo thế giới (tiếng Anh: World Taekwondo hay WT, trước đây gọi là World Taekwondo Federation hay WTF) là một tổ chức được Ủy ban Olympic Quốc tế (IOC) công nhận là liên đoàn thể thao quản lý môn võ Taekwondo ở tầm quốc tế. WTF được thành lập trong hội nghị ngày 28 tháng 5 năm 1973 tại Kukkiwon, Seoul, Hàn Quốc với 35 đại diện cho các quốc gia tham dự, sau khi Liên đoàn Taekwon-Do quốc tế (ITF) rời khỏi Hàn Quốc.

## Lịch sử hình thành
Theo các tài liệu lịch sử Taekwondo của WTF, thì Taekwondo hình thành từ một môn thể thao đối kháng của Triều Tiên là Taekkyon. Do tính đối kháng có thể sử dụng như bộ môn chiến đấu không vũ khí, Taekkyon bị chính quyền Nhật Bản cấm đoán sự phát triển trong thời kỳ đô hộ Triều Tiên.
Tuy nhiên, Taekkyon vẫn được lén lút truyền dạy trong dân gian nhưng với những tên gọi khác nhau và ẩn trong các môn võ thuật Nhật Bản vốn không bị cấm đoán như Tang Soo Do (당수도), Kwon Bop (권법)... thậm chí là Karate Triều Tiên. Sau Thế chiến thứ hai, Taekkyon được người Triều Tiên truyền bá trở lại và lấy lại tên cũ.
Với nỗ lực xây dựng lại tinh thần dân tộc, tổng thống Hàn Quốc Lý Thừa Vãn đã có những quan tâm trong việc khuếch trương mạnh mẽ những giá trị truyền thống Triều Tiên. Sau lần chứng kiến buổi biểu diễn võ thuật của binh sĩ Sư đoàn Bộ binh 29 tại đảo Cheju tháng 9 năm 1954, Lý đã ra lệnh phục hồi và đẩy mạnh việc truyền bá môn võ thuật truyền thống Taekkyon. Đầu năm 1955, một ủy ban đặc biệt được thành lập theo chỉ thị của tổng thống bao gồm các nhân sĩ trí thức, giáo sư, sử gia và các chính khách uy tín để đặt tên cho môn võ Triều Tiên nhằm quảng bá trong đại chúng. Ngày 11 tháng 4 năm 1955, ủy ban công bố tên gọi Taekwon-Do thay cho các tên gọi khác trong dân gian.
Năm 1958, nhân dịp sinh nhật của mình, Lý đã mời một bậc thầy còn sót lại của môn Taekkyon là Song Duk-Ki đến biểu diễn tại dinh tổng thống. Năm 1959, Hiệp hội Taekwondo Hàn Quốc (한국 태권도 협회, KTA) được thành lập với Choe Hong Hui làm Chủ tịch. Với nỗ lực của Choe và 12 võ sư đầu tiên, Taekwondo đã được truyền bá đến 18 quốc gia chỉ trong một thời gian ngắn. Năm 1966, Choe thành lập Liên đoàn Taekwondo quốc tế (ITF). Quy mô của Taekwondo bắt đầu lan rộng ra thế giới.
Vào năm 1967, KTA đặt ra hệ thống các bài quyền cao cấp dành cho đai đen gồm Koryo, Keumgang, Taebaek, Pyongwon, Shipjin, Jittae, Cheongkwon, Hansoo, và Ilyo.
Ngày 21 tháng 1 năm 1971, võ sư Un Yong Kim trở thành vị chủ tịch nhiệm kỳ thứ sáu của KTA. Ngày 19 tháng 11 năm 1971, tổ chức Kukkiwon (국기원, Quốc kỹ quán) được thành lập với mục đích thống nhất những quy định của bộ môn Taekwondo trên toàn quốc. Tuy nhiên, chưa đầy một năm sau đó, Choe, vị chủ tịch đầu tiên của KTA và ITF lưu vong sang Canada.
Năm 1973, Un tiếp tục đắc cử nhiệm kỳ thứ 7 của KTA. Từ ngày 25 đến 27 tháng 5 năm 1973, giải Vô địch Taekwondo Thế giới lần thứ nhất được KTA và Kukkiwon tổ chức tại Hàn Quốc, với sự tham gia của 200 võ sĩ đến từ 19 quốc gia. Ngay sau giải, ngày 28 tháng 5 năm 1973, Liên đoàn Taekwondo thế giới (World Taekwondo Federation - WTF) được tuyên bố thành lập với 35 thành viên, với Tiến sĩ Un Yong Kim làm Chủ tịch với nhiệm kỳ 4 năm.
Với sự hỗ trợ của chính quyền Hàn Quốc, WTF nhanh chóng vượt qua ITF để trở thành tổ chức Taekwondo lớn nhất thế giới. Năm 1975, WTF gia nhập tổ chức Các Liên đoàn và Hiệp hội Thể thao quốc tế (General Association of International Sports Federations -GAISF). Tháng 5 năm 1976, hội nghị Liên minh Taekwondo Âu châu (European Taekwondo Union) được tổ chức tại Barcelona, Tây Ban Nha. Tháng 10 cùng năm, hội nghị Liên minh Taekwondo Á châu (Asian Taekwondo Union) được tổ chức tại Melbourne, Australia. Tháng 9 năm 1978, hội nghị Liên minh Taekwondo liên Mỹ châu (Pan American Taekwondo Union) được tổ chức tại Mexico City, México. Đến tháng 4 năm 1979, Liên minh Taekwondo Phi châu cũng được tổ chức tại Abidjan, Bờ biển Ngà. Chỉ trong 6 năm, WTF đã lan ra phạm vi toàn thế giới.
Chính phủ Hàn Quốc cũng nỗ lực đưa Taekwondo trở thành một môn thể thao thi đấu Olympic. Năm 1986, Taekwondo được đưa vào biểu diễn tại Asian Games 1986 tại Seoul, Hàn Quốc. Năm 2000, Taekwondo trở thành môn thi đấu chính thức tại thế vận hội Olympic Sydney. Nữ võ sĩ của Việt Nam là Trần Hiếu Ngân đã trở thành VĐV Taekwondo đầu tiên của Việt Nam giành huy chương bạc tại một kì Olympic.
Sau cái chết của Choe vào năm 2002, tổ chức ITF bị chia rẽ thành nhiều tổ chức nhỏ khác nhau. Một số gia nhập với WTF. Năm 2004, Tiến sĩ Un Yong Kim từ chức chủ tịch WTF do một vụ bê bối tham nhũng. Võ sư Chung Won Choue được bầu thay ông làm chủ tịch WTF.
Tính đến hết năm 2009, WTF đã công bố đã có cả thảy 189 tổ chức quốc gia tham gia làm thành viên của mình.
Năm 2017, Liên đoàn Taekwondo thế giới (World Taekwondo Federation - WTF) đổi tên thành Taekwondo thế giới (World Taekwondo - WT) vì sự giống nhau của từ viết tắt khác là WTF.

## Hệ thống đẳng cấp
Trường phái Taekwondo WTF có 18 bậc tiến gọi là 18 đẳng/cấp (nói đúng ra là từ cấp rồi mới tới đẳng), khởi đầu môn sinh mang cấp 8, sau mỗi 3 tháng, hoặc 6 tháng lại thi lên một cấp. Sau khi mang đai đen thì khoảng 2 năm lại thi lên đẳng một lần.
Cách tuyển chọn trong Taekwondo chủ yếu dựa vào các kỹ thuật và lý thuyết. Các bài trình diễn kỹ thuật gồm các cú đấm và cú đá, cũng có thể bao gồm cả thế tấn và phương pháp thở. Phần lý thuyết phải trình bày bằng lời các thuật ngữ trong tiếng Hàn Quốc, các thông tin quan trọng (chẳng hạn các điểm sinh tử và các luật quan trọng) và một sự hiểu biết chung về taekwondo.
Hệ Kukkiwon không cho phép võ sinh dưới 15 tuổi đạt các dan. Thay vì vậy các võ sinh đạt đẳng poom, hay "võ sinh đai đen ít tuổi". Võ sinh chưa đến tuổi trưởng thành có thể đạt 4 poom, và tất cả các đẳng poom đều chuyển thành đẳng dan khi võ sinh tới đủ tuổi và qua kì thi lên cấp tiếp theo.
| Màu đai | Đẳng cấp   | Bài quyền chính               | Thời gian đã tập luyện (kể từ lúc nhập môn)    | Danh xưng              |
| ------- | ---------- | ----------------------------- | ---------------------------------------------- | ---------------------- |
|         | 8 geup     | Taeguek Il Jang (태극 일장)   | bắt đầu                                        | Võ sinh                |
|         | 7 geup     | Taeguek Ee Jang (태극 이장)   | 3 tháng                                        | Võ sinh                |
|         | 6 geup     | Taeguek Sam Jang (태극 삼장)  | 6 tháng                                        | Võ sinh                |
|         | 5 geup     | Taeguek Sa-Jang (태극 사장)   | 9 tháng                                        | Võ sinh                |
|         | 4 geup     | Taeguek Oh-Jang (태극 오장)   | 12 tháng                                       | Võ sinh                |
|         | 3 geup     | Taeguek Yuk-Jang (태극 육장)  | 1 năm 3 tháng                                  | Võ sinh                |
|         | 2 geup     | Taeguek Chil-Jang (태극 칠장) | 1 năm 6 tháng                                  | Võ sinh                |
|         | 1 geup     | Taeguek Pal-Jang (태극 팔장)  | 1 năm 9 tháng                                  | Võ sinh                |
|         | 1 dan/poom | Koryo Poomsae (고려 품새)     | 2 năm 3 tháng hoặc 2 năm 6 tháng (tuỳ đợt thi) | Võ sinh huyền đai      |
|         | 2 dan/poom | Keumgang Poomsae (금강 품새)  | 3 năm 6 tháng (ít nhất 1 năm ở Nhất Đẳng)      | Trợ lý Huấn luyện viên |
|         | 3 dan/poom | Taeback Poomsae (태백 품새)   | 5 năm 6 tháng (ít nhất 2 năm ở Nhị Đẳng)       | Trợ lý Huấn luyện viên |
|         | 4 dan/poom | Pyongwon Poomsae (병원 품새)  | 8 năm hoặc 9 năm (ít nhất 3 năm ở Tam đẳng)    | Huấn luyện viên        |
|         | 5 dan      |                               |                                                | Huấn luyện viên        |
|         | 6 dan      |                               |                                                | Võ sư                  |
|         | 7 dan      |                               |                                                | Võ sư                  |
|         | 8 dan      |                               |                                                | Võ sư                  |
|         | 9 dan      |                               |                                                | Võ sư cửu đẳng         |

Mức dan tăng dần tới tối đa là 10 dan (Kukkiwon), thường cửu đẳng và thập đẳng là cấp bậc danh dự, còn các võ sư thường không đạt được. Tính đến năm 2021, Kukkiwon đã công nhận 16 đại võ sư đạt 10 đẳng (Thập đẳng huyền đai). 
1. Yong Ki Pae (Võ đường Jidokwan)
2. Chong Soo Hong (Võ đường Moo Duk Kwan)
3. Il Sup Chun (Võ đường Jidokwan)
4. Nam Suk Lee (Võ đường Chang Moo Kwan)
5. Sang Kee Paik (Võ đường Sa Sang Kwan)
6. Un Yong Kim, cựu chủ tịch Kukkiwon và WTF.
7. Kang Myung Kyu, Huấn Luyện Võ Thuật.
8. Choi Joon, người tạo ra Battle of Columbus.
9. Lee Moo Yong.
10. Kim Ki-whang,  Chủ tịch đội tuyển Taekwondo Olympic Hoa Kỳ 1988.
11. Lee Jong Soo (còn gọi là Chong Lee), cha đẻ của taekwondo ở Canada.
12. Sell Edward B.
13. Lee, Moo Yong.
14. Pan Sim-woon, Đại kiện tướng Pan.
15. Park Suk Byung, Chủ tịch và người sáng lập Liên đoàn Jungdo Mỹ, Nhà vô địch Judo quốc gia Hàn Quốc (1969–1974), Huấn luyện viên trưởng Olympic – Hà Lan, Trợ lý Giáo sư Đại học Yong In.
16. Baker Jared Von, Học viên Taekwondo lâu năm.

Vào năm 2010, chỉ có Tiến sĩ Sang Kee Paik và Tiến sĩ Un Yong Kim được phong tặng khi còn sống. Những người còn lại chỉ được phong sau khi qua đời.

## Nội dung thi lên cấp, đai và đẳng của WTF

### Cấp 8 lên 7, Cấp 7 lên 6
- Căn bản: 10 đòn đấm trung.
- Quyền (poomsae): bài quyền Thái Cực số 1 hoặc 2 (Taeguek Il Jang, Taeguek Y Jang).
- Tam thế đối luyện gồm 3 đòn.

### Đai xanh cấp 6 lên xanh cấp 5
- Căn bản: 10 đòn đấm trung và 2 đòn đá: đá thẳng (Ap chagi), đá ngang (Yeop chagi).
- Quyền: bài quyền Thái Cực số 3 Taegeuk Sam-jang.
- Nhất thế đối luyện gồm 4 đòn.

### Đai xanh cấp 5 đến đai đỏ cấp 2
- Căn bản: 10 đòn đấm trung và 4 đòn đá: đá trước (Ap chagi), đá ngang (Yeop chagi), đá vòng cầu (Dolyeo chagi), đá số 4 (Dwiola Yeop chagi).
- Quyền: Taeguek Sa-Jang (số 4), Taeguek Oh-Jang (số 5), Taeguek Yuk-Jang (số 6), Taeguek Chil-Jang (số 7).
- Nhất thế đối luyện gồm 4 đòn.
- Song đấu: đấu (tính điểm hoặc chỉ để kiểm tra trình độ) với võ sinh đồng cấp.

### Đai đỏ cấp 1 thi lên Nhất Đẳng Huyền Đai
- Điều kiện dự thi: "đeo" đai đỏ cấp 1 ít nhất 6 tháng
- Mỗi năm có 2 đợt thi (cách nhau 6 tháng)
- Căn bản: 10 đòn đấm trung và 4 đòn đá như trên.
- Quyền:

1. Bài Thái Cực số 8 Taeguek Pak-Jang.
2. Bốc thăm ngẫu nhiên từ Thái cực 1 đến Thái cực 7.

- Nhất thế đối luyện gồm 5 đòn: Theo kỹ thuật quy định của HLV trưởng Liên Đoàn Taekwondo Việt Nam.

1. Đòn Tay,
2. Đòn Chân,
3. Đòn Tay, chân phối hợp,
4. Đòn Bay,
5. Đòn Sáng tạo (Tổng hợp).

- Song đấu tự do: đấu tính điểm 2 trận với thí sinh đồng cấp, mỗi trận khoảng 60 đến 75 giây.
- Thể lực. Hít đất: dưới 16 tuổi hít đất (chống đẩy) 30 lần, từ 16-18 tuổi hít đất 40 lần, trên 18 tuổi hít đất 60 lần. Bay đá: Bay đá thẳng ("Ap chagi") và bay đá ngang ("Yeop chagi").
- Công phá: Nam võ sinh: dùng cạnh bàn tay ngoài chặt vỡ 1 viên gạch thẻ. Nữ võ sinh và võ sinh dưới 16 tuổi không thực hiện công phá.

### Kỳ thi thăng Đẳng (Dan)
- Điều kiện dự thi: "đeo" cấp Đẳng hiện tại với thời gian (tính bằng năm) bằng với cấp Đẳng hiện tại[13][14].

#### Trung cấp Huyền đai (4 Dan đến 5 Dan)
Những võ sinh tứ 4 Dan đến 5 Dan có bảng tên Nền đen chữ đỏ.
- Mỗi năm có 1 kì thi vào tháng 11.
- Thực hiện cách đòn đấm, đá căn bản như kì thi trước.
- Quyền: Bài quyền theo Cấp Đẳng và bài quyền bốc thăm một trong những bài quyền trước.
- Nhất thế đấu luyện gồm 5 đòn: Bao gồm các tư thế đối luyện đứng và đối luyện ngồi.
- Song đấu tự do: đấu tính điểm 2 trận với thí sinh đồng cấp, mỗi trận 3 phút.
- Thể lực: như thi lên 1 Dan
- Công phá: Dùng cạnh bàn tay ngoài chặt vỡ gạch thẻ, 4 viên đối với Nam và 3 viên đối với Nữ

Từ 5 Dan lên 6 Dan phải chặt được 1 viên gạch bằng cạnh bằng tay trong

#### Cao cấp Huyền đai (6 Dan trở lên)
Thi tại Kukiwon Hàn Quốc.

## Hệ thống bài quyền
Hệ thống quyền của Kukkiwon gồm 17 bài quyền (poomse). Các môn sinh từ từ cấp 8 đến cấp 1 phải luyện 8 bài quyền cơ bản, thường là mỗi cấp một bài. Tùy theo từng võ đường mà đó có thể là 8 bài Thái cực hay 8 bài Bát quái. Các bài Bát quái về cơ bản giống các bài Thái cực, nhưng số lượng động tác và đồ hình di chuyển có khác. Các môn sinh cao đẳng luyện 9 bài quyền.

#### Các bài Thái cực
Triết lý phương Đông lấy Thái cực làm nền tảng căn bản cho các chủ thuyết của mình, trong đó Tae (Thái) có nghĩa là to lớn, Cực (Geuk) là vô thủy vô cung. Thái cực không có hình thể, không có khởi đầu và kết thúc nhưng mọi tạo vật đều từ Thái cực mà sinh thành. Taekwondo WTF có 8 bài Thái cực, là các bài căn bản dựa trên cơ sở 8 quẻ Bát quái (Càn, Đoài, Ly, Chấn, Tốn, Khảm, Cấn, Khôn) khởi điểm từ quẻ Càn (trời) và kết thúc ở quẻ Khôn (đất) biểu thị tiến trình từ trời sinh đến đất dưỡng. Điểm quan trọng nhất khi luyện 8 bài Thái cực là sự điều chỉnh độ chính xác về tốc độ, hơi thở và động tác để tiến tới hoàn thiện cả tinh thần và thể chất cho người tập.
| Các bài quyền sơ cấp |                                                       | |
| Thứ tự               | Tên tiếng Triều Tiên / Tên Hán Việt                   | Đặc điểm |
| 1                    | Taegeuk 1 Jang (Taegeuk Keon) Thái cực Càn cung quyền | Dựa trên nguyên lý quẻ Càn (Keon, trời) tượng trưng cho trời và ánh sáng, nguồn gốc của sự sống, vì vậy Càn biểu hiện sự khởi đầu của tạo vật trên Trái Đất. Bài đi trên đồ hình quẻ Càn (☰), gồm 16 động tác, có những kỹ pháp căn bản cho môn sinh mới nhập môn như geotky (bước), seogi (tấn), momtong-baro-jireugi (kỹ thuật đấm nghịch), momtong-makki (đỡ trung đẳng từ ngoài vào trong). |
| 2                    | Taegeuk 2 Jang (Taegeuk Tae) Thái cực Đoài cung quyền | Dựa trên nguyên lý của quẻ Đoài (☱, Tae, đầm, hồ nước) và bao gồm 18 động tác, bài diễn tả phong thái nhẹ nhàng nhưng chứa đựng nhiều quyền năng qua những kỹ thuật arae-makki (đỡ hạ đẳng), momtong-jireugi (đấm trung đẳng), apchagi (đá tống trước), eolgool-makki (đỡ thượng đẳng). |
| 3                    | Taegeuk 3 Jang (Taegeuk Ri) Thái cực Ly cung quyền    | Quẻ Ly (☲, Ri, lửa) biểu thị lửa, ánh sáng, sự ấp áp và hy vọng. Dựa trên hình tượng này, bài quyền 20 động tác này diễn tả phong thái nhanh nhẹn, linh hoạt và tinh tế qua những kỹ thuật Oreun-sonnal-anchigi (đỡ cạnh tay trung đẳng), đấm momtong-doobeon liên tiếp trung đẳng trái phải, và apchagi (đá tống trước). |
| 4                    | Taegeuk 4 Jang (Taegeuk Jin) Thái cực Chấn cung quyền | Nguyên lý của quẻ Chấn (Jin, ☳,sấm chớp) được diễn tả qua bài quyền 20 động tác này bằng những kỹ thuật sắc nhọn, thể hiện uy lực mạnh mẽ, nhanh nhẹn như Sonnal-makki (đỡ cạnh tay), Jebipoom (chặt cạnh tay vào thái dương đối phương), Yeopchagi (đá tống ngang). Sấm chớp cũng là đối tượng của sự sợ hãi và rúng động, nên bài quyền giúp người tập luyện được sự trầm tĩnh và can đảm khi đối diện với nguy hiểm. |
| 5                    | Taegeuk 5 Jang (Taegeuk Seon) Thái cực Tốn cung quyền | Bài dựa trên nguyên lý quẻ Tốn (☴, Seon, gió). Trong tự nhiên có nhiều loại gió từ nhẹ nhàng, dễ chịu đến khủng khiếp, tốc lực như bão tố. Bài quyền này thể hiện phong thái của gió khi tinh tế, khi uy lực qua 20 động tác, với những chiêu thức momtong-anmakki (đỡ vòng trung đẳng từ ngoài vào), mok-joomcok-naeryo-chigi (đánh búa vòng trung đẳng), Palkoop-momtong-pyojeok-chigi (đánh chỏ ngang). |
| 6                    | Taegeuk 6 Jang (Taegeuk Gam) Thái cực Khảm cung quyền | Quẻ Khảm (☵, Gam, Thủy) biểu thị qua bài quyền 23 động tác này bằng những kỹ thuật xoay chuyển vị linh hoạt, kết hợp những đòn đỡ hansonnal-eolgool-bakat-makki (đỡ thượng đẳng bằng cạnh tay), dollyochagi (đá vòng cầu) v.v. |
| 7                    | Taegeuk 7 Jang (Taegeuk Gan) Thái cực Cấn cung quyền  | Áp dụng nguyên lý của Cấn (☶, Gan, Núi) biểu thị một sự ngưng lại, trầm tĩnh trên đỉnh cao. Bằng 25 chiêu thức, bài nhấn mạnh các kỹ thuật di chuyển nhanh kết hợp với những kỹ thuật tạo điểm dừng bước trong sự kiểm soát bằng beom-seogi (hổ tấn), eotgeoreo-arae-makki (đỡ chéo 2 tay hạ đẳng), đá tạt vào lòng bàn tay thật nhanh sau đó phối hợp với đòn đánh chỏ ngang khi trụ vững trung bình tấn. |
| 8                    | Taegeuk 8 Jang (Taegeuk Gon) Thái cực Khôn cung quyền | Quẻ Khôn (☷, Gon, đất) tượng trưng cho đất, là nguồn sống của vạn vật và cũng là nơi vạn vật nảy nở trong sự phát triển vô tận. Đây là bài quyền cuối cùng của hệ thống 8 bài căn bản trong các "cấp", chuẩn bị cho môn sinh Taekwondo thi lên "đẳng", phản ánh sự hoàn thành bước đầu để phát triển mạnh mẽ hơn trong tương lai. Bài cũng biểu thị những nguyên lý về sự sinh trưởng của đất đai qua 24 chiêu thức, với những kỹ thuật như oesanteul-makki (đỡ đồng thời hai tay hạ đẳng và thượng đẳng), doobaldangsang-apchagi (đá bay tống trước) kết hợp những động tác nhanh mạnh và động tác diễn đạt thật chậm. |

#### Các bài Bát quái
Mọi hiện tượng trong tự nhiên và xã hội đều được cổ học phương Đông dựa vào dịch lý thư với Bát quái là nội dung chính. 8 bài Bát quái của Taekwondo WTF giúp cho người tập hiểu rõ nguồn gốc và những nguyên lý căn bản của Taekwondo, vì nó bao gồm nhiều hình thức tương phản giữa phân ly và kết hợp, xung đột và hài hòa, tĩnh tại và phát sinh, sáng và tối v.v.
| Các bài quyền sơ cấp |                                     | |
| Thứ tự               | Tên tiếng Triều Tiên / Tên Hán Việt | Đặc điểm |
| 1                    | Palgwe 1 Jang Bát quái 1            | Bài gồm 20 động tác di chuyển trên đồ thị hình chữ Công (工)                                                                      |
| 2                    | Palgwe 2 Jang Bát quái 2            | Bài gồm 20 động tác di chuyển trên đồ thị hình chữ Công (工)                                                                      |
| 3                    | Palgwe 3 Jang Bát quái 3            | Bài gồm 22 động tác di chuyển trên đồ thị hình chữ Công (工)                                                                      |
| 4                    | Palgwe 4 Jang Bát quái 4            | Bài gồm 22 động tác di chuyển trên đồ thị hình chữ Công (工)                                                                      |
| 5                    | Palgwe 5 Jang Bát quái 5            | Gồm 35 động tác, đồ hình hình chữ Sĩ (士)                                                                                         |
| 6                    | Palgwe 6 Jang Bát quái 6            | Bài gồm 19 động tác di chuyển trên đồ thị hình chữ Công (工)                                                                      |
| 7                    | Palgwe 7 Jang Bát quái 7            | Bài có 23 động tác, đồ hình hình chữ T ngược (丄)                                                                                 |
| 8                    | Palgwe 8 Jang Bát quái 8            | Bài có 35 động tác, đi trên đồ hình hình chữ Sĩ ngược (干), cùng với bài Palgwe 5 Jang là hai bài quyền dài nhất của hệ phái WTF. |

#### Các bài quyền cho môn sinh đai đen
Đối với các môn sinh đai đen, hoặc môn sinh đai nâu (môn sinh đã luyện xong trình độ sơ cấp nhưng chưa đủ tuổi để được phong đai đen) thì phải luyện 9 bài quyền sau.
| Các bài quyền cao đẳng |                                     | |
| Thứ tự                 | Tên tiếng Triều Tiên / Tên Hán Việt | Đặc điểm |
| 1                      | Koryo Triều Tiên quyền              | Là tên triều đại cổ (918-1392 Công Nguyên)ở Triều Tiên, khởi nguồn của tên gọi Korea hiện đại. Đây là triều đại nổi tiếng với nghệ thuật đồ gốm và những cuộc chiến oanh liệt chống quân Nguyên Mông. 30 động tác của bài đi trên đồ hình hình chữ Sĩ (士) nhấn mạnh nỗ lực rèn luyện, sự thông minh chuyên cần, tinh thần không chịu khuất phục trước mọi trở ngại trong tiến trình lịch sử của nhân dân Triều Tiên. |
| 2                      | Keumgang Kim Cương quyền            | Đồ hình của bài đi theo hình chữ Sơn (山), biểu thị ngọn núi xinh đẹp mang tên Keumgang (Kim Cương) trên bán đảo Triều Tiên. Các chiêu thức trong bài kết hợp giữa đánh chậm mạnh và đánh nhanh, với haktari-seogi (hạc tấn) biểu thị trạng thái của thể xác và sự tĩnh tại của tinh thần, với sự phô trương đặc tính bền vững như kim cương và chắc chắn như núi đá. Bài có 27 động tác.                             |
| 3                      | Taebaek Thái Bạch quyền             | Bài quyền đặt ra theo tên gọi của núi Taebaek (Thái Bạch), ngày nay gọi là núi Baedoo, ngọn núi cao nhất tại bán đảo Triều Tiên. Bài đánh trên đồ hình hình chữ công (工), gồm 26 động tác. |
| 4                      | Pyongwon Điền Thổ quyền             | Đồ hình một vạch ngang của bài (一) tượng trưng cho mặt đất, đất đai (điền thổ). Bài gồm 25 động tác, với koa-seogi (tấn chéo) và haktari-seogi (hạc tấn) kết hợp với những chiêu thức nói lên tiềm năng và sức mạnh của đất, sự khắc phục khó khăn trong công việc đồng áng để có một mùa màng bội thu. |
| 5                      | Sipjin Thập Tự quyền                | Bài gồm 31 động tác di chuyển trên đồ hình hình chữ thập (十) viết theo chữ Hán. "Thập" (số 10) biểu thị con số của sự toàn vẹn, nên bài được đánh giá là bài đầu tiên của trình độ võ sư Taekwondo. |
| 6                      | Jitae Địa quyền                     | Bài đi trên đồ hình hình chữ T (丁) gồm 28 động tác, với những chiêu thức phác họa sự hài hòa của quyền lực tuyệt đối và sức mạnh cơ bắp, như là tinh thần của vũ trụ đối với sức mạnh của cuộc sống nơi Trái Đất. |
| 7                      | Chonkwon Thiên quyền                | Bài gồm 27 động tác đi trên đồ hình hình chữ T ngược (丄) mô tả lòng tin tưởng tuyệt đối vào thượng đế với những chiêu thức như chim đại bàng tung cánh hướng vào bầu trời cao vút. Niềm tin và sự tôn thờ đó biểu thị qua động tác số 23 nhảy bay 360 độ và đá tạt chân phải vào lòng bàn tay trái, và kỹ thuật số 26, 27 xòe hai tay mở trên đầu như đang ôm trọn cả vầng thái dương.                               |
| 8                      | Hansu Thủy quyền                    | Bài gồm 27 động tác, đi trên đồ hình hình chữ thủy (水), với những kỹ thuật tấn công vừa nhu nhuyễn vừa cương mãnh áp dụng nguyên lý của nước, chủ yếu sử dụng mũi bàn tay và cạnh tay. |
| 9                      | Ilyeo Vạn tự quyền                  | Bài gồm 25 động tác dùng đồ hình hình chữ Vạn (卍), biểu thị sự thống nhất của tinh thần và thể chất. Trạng thái thanh cao của cõi niết bàn cũng được biểu thị trong bài, phản ánh cái đích cuối cùng con người vươn tới để đạt được cuộc sống vĩnh hằng, vượt thoát khỏi mọi hệ lụy của cuộc đời và nỗi ám ảnh của thế gian.                                                                                         |